# Mięsień piersiowy większy
Mięsień piersiowy większy (łac. musculus pectoralis major) – w anatomii człowieka duży, szeroki, trójkątny mięsień należący do grupy powierzchownych mięśni klatki piersiowej, największy i najbardziej powierzchownie położony mięsień tej okolicy. Jego powierzchnię przednią pokrywa blaszka powierzchowna powięzi piersiowej oddzielająca mięsień od podskórnej warstwy tkanki tłuszczowej i od gruczołu mlekowego (u kobiet pokrywającego dużą część mięśnia). Tylna powierzchnia mięśnia piersiowego większego leży na mięśniu piersiowym mniejszym, mięśniu podobojczykowym, żebrach, przestrzeniach międzyżebrowych i mostku, oddzielona od nich blaszką głęboką powięzi piersiowej. Boczna część mięśnia, wraz z mięśniem piersiowym mniejszym, tworzy przednią ścianę jamy pachowej, a dolny brzeg mięśnia tworzy fałd pachowy przedni (łac. plica axillaris anterior).
Przyśrodkowo mięsień piersiowy większy ma długi przyczep, podzielony na trzy odcinki. Część górna, obojczykowa (łac. pars clavicularis) przyczepia się do przyśrodkowego fragmentu obojczyka. Oddzielona jest ona od części mostkowo-żebrowej wyraźną bruzdą (łac. sulcus interpectoralis). Część środkowa, mostkowo-żebrowa (łac. pars sternocostalis) przyczepia się na powierzchni przedniej mostka oraz do chrząstek żeber II–VI (rzadziej żebra I–VII). Część dolna, brzuszna (łac. pars abdominalis) przyczepia się do blaszki przedniej pochewki mięśnia prostego brzucha. Bocznie wszystkie trzy części przechodzą we wspólne ścięgno przyczepione do grzebienia guzka większego kości ramiennej.
Unaczyniony jest przez gałęzie piersiowe tętnicy piersiowo-barkowej, tętnicę piersiową boczną i  gałązki tętnic międzyżebrowych, a unerwiony przez nerw piersiowy przyśrodkowy i nerw piersiowy boczny C5–Th1.
Skurcz całego mięśnia przesuwa łopatkę do przodu, opuszcza i przyciąga ramię przemieszczając je lekko ku przodowi i dokonując jego rotacji do wewnątrz. Mięsień piersiowy większy jest też pomocniczym mięśniem wdechowym.